# Volunteer

Volunteer est une série de bande dessinée d'aventure écrite par Muriel Sevestre et dessinée par Benoît Springer, qui assure également la mise en couleur.
Cette histoire de vampires en trois volumes a été publiée entre 2002 et 2006 par Delcourt.

## Albums
- Delcourt, collection « Conquistador » :

1. Tome 1, 2002  (ISBN 2-84055-719-3)[1].
2. Tome 2, 2004  (ISBN 2-84789-015-7)[2].
3. Tome 3, 2006  (ISBN 2-7560-0323-9)[3].